# Georges Mathieu
Georges Mathieu, född den 27 januari 1921 i Boulogne-sur-Mer, Frankrike, död den 10 juni 2012 i Boulogne-Billancourt, var en fransk målare i stil med Tachism.

## Biografi
Mathieu fick ett internationellt rykte på 1950-talet som en ledande abstrakt expressionist. Hans stora målningar skapades mycket snabbt och impulsivt. Trots hans okonventionella teknik, ansåg han sig som en historisk målare som arbetade med abstrakta motiv. Hans målningar är relateras också till lyrisk abstraktion och informell konst.
Liksom Yves Klein har han mer låtit tala om sig genom sitt uppträdande än genom sina verk.
Mathieu saknade formell konstutbildning. År 1947 arbetade han för American Express i Paris, och hyrde en chambre de bonne nära Palais du Luxembourg. Där gjorde han ett antal stora dukar med en svart bakgrund där han målade färgade cylinderar, virvlar och andra former. Han utvecklade därefter sin teknik, genom att använda en vit bakgrund som han bemålade med enkla geometriska former, oftast en enda rad i färg. På 1950-talet ställde han ut femtio av dessa dukar på Leicester Galeries i London.
Under den senare delen av sin karriär ägnade sig Mathieu även åt grafisk design och arkitektur och formgav bland annat ett 10 francmynt, frimärken, smycken och affischer för flygbolaget Air France.

## Utmärkelser
- Riddare av Hederslegionen
- Kommendör av Arts et Lettres-orden
- Officer av Kronorden

[Redigera Wikidata]